# Mykola Buzenko
Mykola Walerijowytsch Buzenko (ukrainisch Микола Валерійович Буценко; * 25. Juni 1991 in Odessa, Ukrainische SSR, Sowjetunion) ist ein ukrainischer Amateurboxer.

## Werdegang
Er begann im Jahr 2000 mit dem Boxsport und bestritt bis 2017 rund 315 Kämpfe. Er ist 1,70 m groß und Rechtsausleger.
Sein größter Erfolg als Jugendlicher war der Gewinn der Goldmedaille (Gewichtsklasse bis 46 kg) bei den Kadetten-Europameisterschaften im Juni 2007 im ungarischen Siófok, als er sich im Finale gegen den Russen Wladimir Gawrilow durchgesetzt hatte. In den Jahren 2008, 2009 und 2010 gewann er zudem jeweils die ukrainischen Jugendmeisterschaften.
Ab 2012 kämpfte er in der Elite-Klasse (Erwachsene) und gewann in diesem Jahr die Ukrainischen Meisterschaften, sowie im Dezember eine Bronzemedaille im Bantamgewicht bei den U22-Europameisterschaften in Kaliningrad; er war dabei im Halbfinale gegen den Russen Wladimir Nikitin ausgeschieden.
Im Juni 2013 gewann er die Silbermedaille im Bantamgewicht bei den Europameisterschaften in Minsk. Er konnte auf dem Weg ins Finale den Bulgaren Stefan Iwanow, den Rumänen Răzvan Andreiana, den Italiener Alessio Di Savino und den Armenier Aram Awagjan besiegen, scheiterte jedoch beim Kampf um Gold gegen den Iren John Nevin. Im Oktober desselben Jahres folgte seine Teilnahme im Bantamgewicht bei den Weltmeisterschaften in Almaty. Nach Siegen gegen Joe Ham aus Schottland, Donchai Thathi aus Thailand und Selçuk Eker aus der Türkei, verlor er im Halbfinale erneut gegen Wladimir Nikitin und gewann Bronze.
Bei der WM 2015 in Doha unterlag er hingegen im ersten Kampf gegen Chatchai Butdee. Im November 2015 gewann er die Ukrainische Meisterschaft. Nachdem er bei der europäischen Olympiaqualifikation im April 2016 gescheitert war (Sieg gegen Sándor Tar und Fredrik Jensen, Niederlage gegen Qais Ashfaq und Aram Awagjan), startete er bei der weltweiten Olympiaqualifikation im Juni 2016 in Baku. Dort gewann er das Turnier mit Siegen gegen Jaafar Al-Sudani aus dem Irak, Wladislaw Woroschilow aus Israel, Fahem Hammachi aus Algerien, Robeisy Ramírez aus Kuba und Erdenebatyn Tsendbaatar aus der Mongolei. Somit wurde er Teilnehmer der Olympischen Spiele 2016 in Rio de Janeiro, schied dort aber im ersten Kampf gegen Mohamed Hamout aus.
Bei den Europameisterschaften 2017 gewann er eine Silbermedaille, nachdem er im Finale gegen Peter McGrail ausgeschieden war. Er qualifizierte sich damit für die Weltmeisterschaften 2017 in Hamburg, wo er im Achtelfinale gegen Gaurav Bidhuri unterlag.
Bei den Europaspielen 2019 in Minsk gewann er die Silbermedaille, nachdem er im Finale gegen Kurt Walker unterlegen war. Im Juni 2021 erreichte er den dritten Platz bei der europäischen Olympiaqualifikation in Paris. Bei den Olympischen Spielen in Tokio schied er in der Vorrunde mit 2:3 gegen Jean Carlos Caicedo aus.